# Imar de Tusculum
Imar ou Icmar de Tusculum (né  en France et mort à l'abbaye de Cluny le 28 octobre 1161) est un cardinal français du XIIe siècle, membre de l'ordre des bénédictins.

## Biographie
Imar est custos ou prieur de Charité-sur-Loire et abbé général de son ordre.
Le pape Innocent II le crée cardinal lors du consistoire de mars 1142. Il participe  à l'élection de Célestin II en 1143, de Lucius II en 1144, d'Eugène III en 1145, d'Anastase IV en 1153, qui le nomme doyen du collège des cardinaux en 1153, à l'élection d'Adrien IV en 1154 et à l'élection de l'anti-pape  Victor IV en 1159. Imar est excommunié par  Alexandre III, mais il se soumet à l'autorité du pape légitime et se retire à l'abbaye de Cluny.